# Nedodržaný sľub
Nedodržaný sľub é um filme de drama eslovaco de 2008 dirigido e escrito por Jiří Chlumský. Foi selecionado como representante da Eslováquia à edição do Oscar 2009, organizada pela Academia de Artes e Ciências Cinematográficas.
O filme foi apresentado pela Eurochannel com o titulo: O Caminho da Liberdade.

## Elenco
- Ondrej Vetchý
- Vlado Cerný - Fehér
- Lubomír Bukový
- Peter Oszlik - Vilo Friedmann
- Sergej Sanza - Cézar
- Andrej Mojzis - Prior